# Polymetme illustris
Polymetme illustris är en fiskart som beskrevs av Mcculloch 1926. Polymetme illustris ingår i släktet Polymetme och familjen Phosichthyidae. Inga underarter finns listade i Catalogue of Life.